# Сливиньский, Станислав
Станислав Сливиньский (пол. Stanisław Śliwiński, 25 сентября 1887, Львов, Австро-Венгрия — 25 августа 1959, Варшава) — польский юрист, профессор уголовного судопроизводства.

## Биография
Он родился в семье Антони и Розалии, урождённой Якимек. Окончил начальную и неполную среднюю школу во Львове, а затем Львовский университет (в 1909 году). В 1910 году он получил докторскую степень в том же университете. Затем он завершил судейское обучение и стал судьёй в Калуше (во Второй Польской республике в Станиславовском воеводстве). Затем он был судьёй в Домброва-Гурниче, Ченстохове, а в 1923–1939 годах был судьёй Верховного суда.
В начале 1920-х годов он был юрисконсультом Министерства юстиции. С 1925 года он был членом Кодификационной комиссии. Он был одним из авторов проектов Уголовно-процессуального кодекса 1928 года и Уголовного кодекса 1932 года.
С 1922 года читал лекции на юридическом факультете Варшавского университета. С 10 марта 1939 года он был профессором уголовного права и уголовного процесса, заняв кафедру уголовного права после Вацлава Маковского. Во время немецкой оккупации он читал лекции на секретном юридическом факультете Варшавского университета. Затем он подготовил учебник «Уголовное право». После Варшавского восстания Сливиньский преподавал в Ягеллонском университете, а после освобождения вернулся в Варшавский университет в качестве заведующего кафедрой уголовного права и процесса (с 1950 года кафедра уголовного процесса). В 1946–1947 и 1950–1951 учебных годах он был деканом юридического факультета.
В 1956–1959 годах он был заведующим отделом уголовного права Института юридических наук Польской академии наук, а в 1957–1958 годах — директором института.
С 1947 года он был членом-корреспондентом, а с 1950 года действительным членом Варшавского научного общества. В 1952 году он стал членом-корреспондентом Польской академии наук, а в 1958 году — действительным членом.
Среди учеников профессора Сливиньского были, среди прочих: профессора Стефан Калиновский, Альфред Кафталь и Анджей Муржиновский. Похоронен в Варшаве на Повонзковском кладбище (участок 238-6-16).

## Публикации
- Proces karny (część ogólna) (1936)
- Prawo karne materialne. Część ogólna (1946)
- Polski proces karny przed sądem powszechnym (1948–1949)
- Oddanie pod sąd w procesowym prawie karnym (1955)
- Wznowienie postępowania karnego w prawie Polski na tle porównawczym (1957)
- Polski proces karny przed sądem powszechnym. Zasady ogólne (1959)

## Ордена и награды
- Орден «Знамя Труда» 2 степени (1957)[4]
- Командорский крест ордена Возрождения Польши (19 июля 1954 г.)[5]
- Командорский крест ордена Возрождения Польши (27 ноября 1929 года)[6]
- Офицерский крест ордена Возрождения Польши (2 мая 1923 года)[7]
- Золотой Крест Заслуги (11 ноября 1937 г.)[5]
- Медаль «10-летие Народной Польши» (17 января 1955 года)[5]
- Медаль «10-летие обретения независимости» (30 апреля 1929 года)[5]
- Бронзовая медаль «За долголетнюю службу» (6 мая 1938 г.)[5]